# Coubjours
Coubjours település Franciaországban, Dordogne megyében. Lakosainak száma 108 fő (2022. január 1.). Coubjours Segonzac, Louignac, Saint-Robert, Badefols-d’Ans és Teillots községekkel határos.

## Népesség
A település népességének változása:
| Lakosok száma | 236  | 183  | 153  | 149  | 155  | 132  | 128  | 123  | 113  | 108  |
|               | 1968 | 1982 | 1999 | 2006 | 2011 | 2015 | 2017 | 2018 | 2020 | 2022 |